# 얼룩 고양이

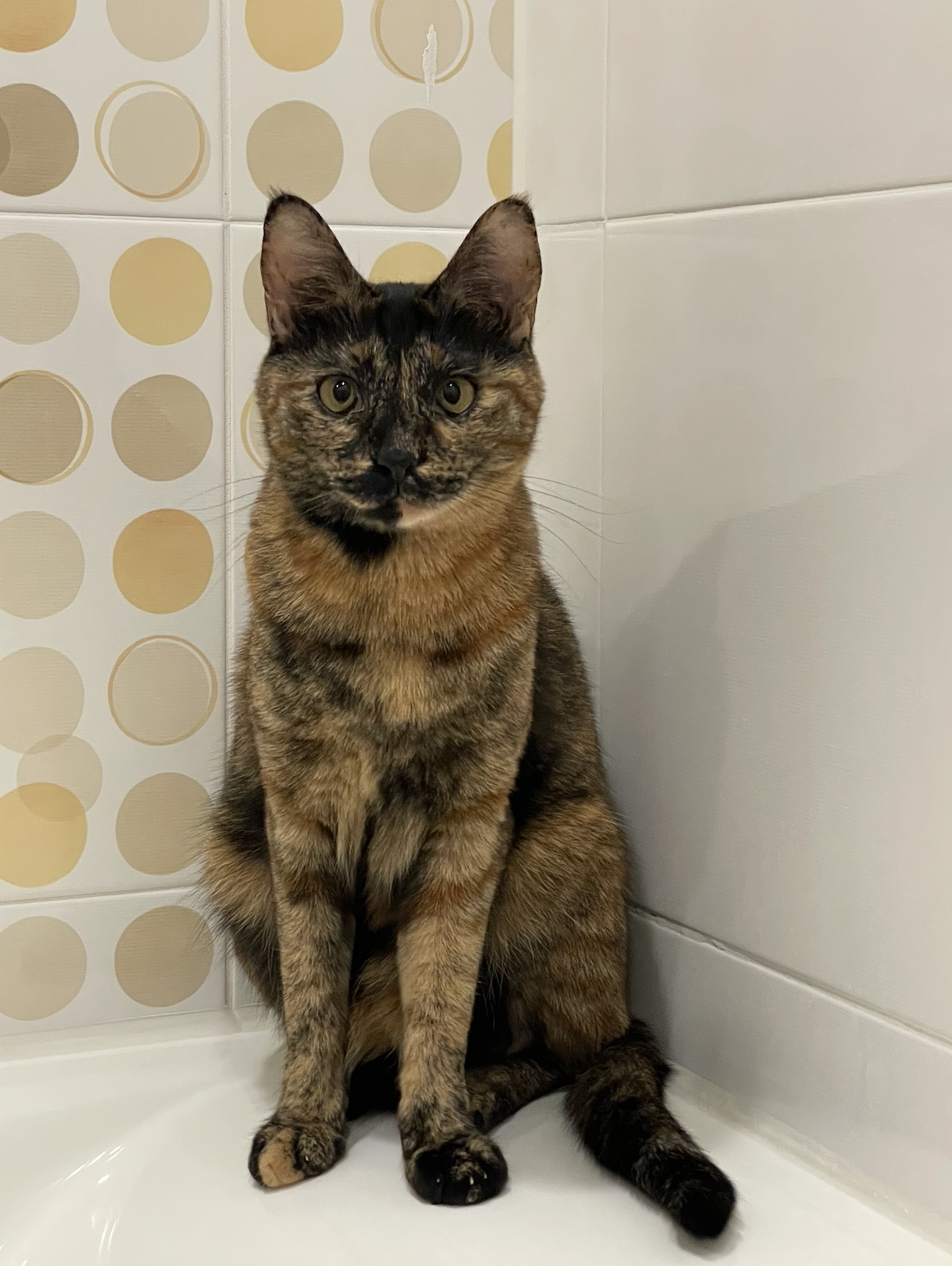
Tortoiseshell cat, 얼룩고양이

얼룩 고양이(tortoiseshell cat)는 모피 색깔이 복수이되, 범무늬 고양이처럼 뚜렷한 무늬가 나타나지 않고 서로 다른 털색들이 흐리멍덩하게 섞여 있는 고양이이다. 섞인 색깔들 중에 범무늬 고양이 무늬가 섞인 경우도 있다. 삼색털 고양이도 얼룩 고양이의 일종이다. 얼룩 고양이는 거의 모두 암컷이며, 드물게 태어나는 수컷은 불임이 된다.

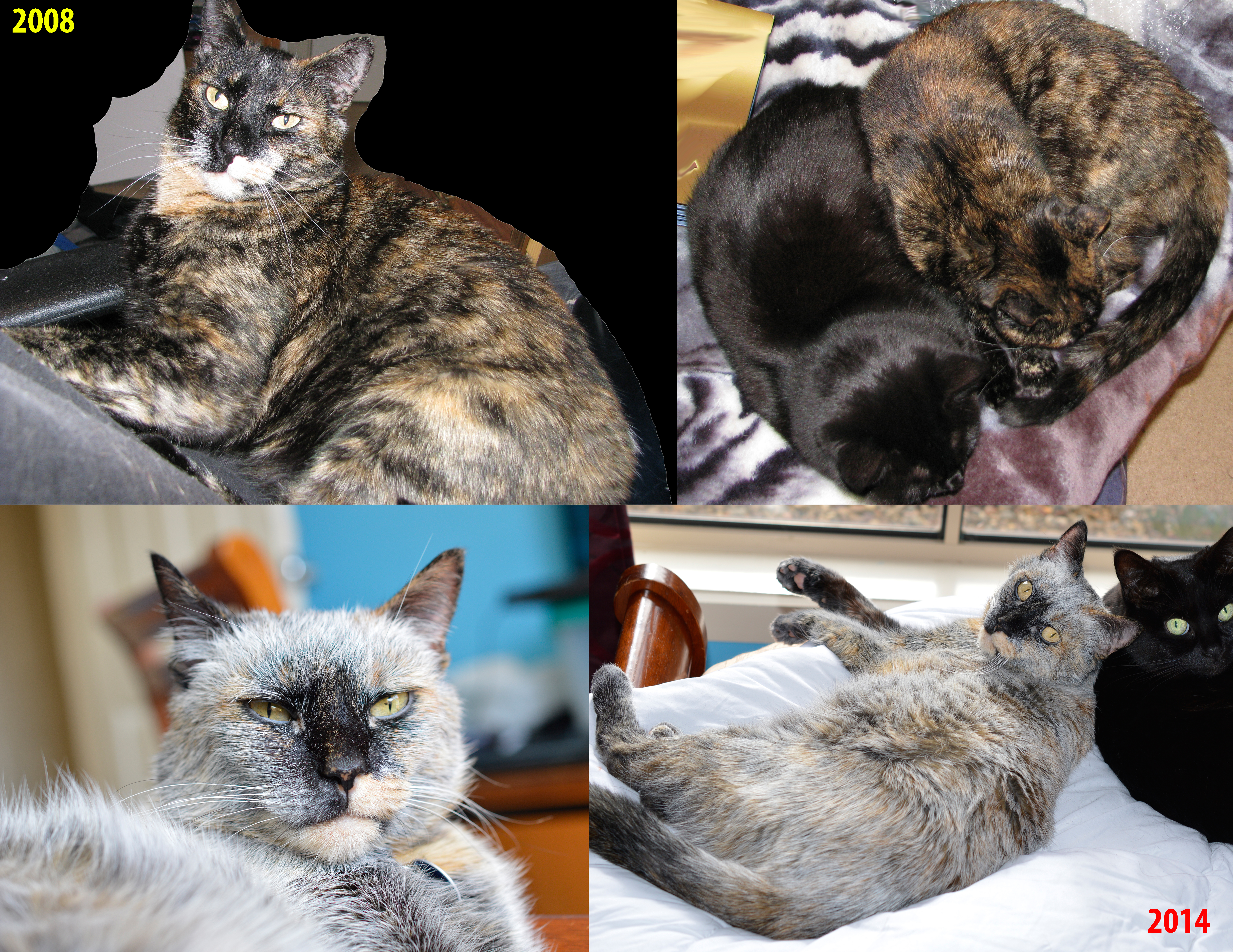
얼룩고양이의 두 유형의 극적 비교. 위쪽 고양이는 어떤 색깔이 섞여 있는지 어느 정도 알아볼 수 있지만, 아래쪽 고양이는 털 한 가닥 한 가닥 단위로 색깔이 섞여 있어서 거의 점묘화처럼 되어 있다.

## 같이 보기
- 삼색털 고양이
- 범무늬 고양이